# Shōta
Shōta (jap. しょうた, ショウタ) – męskie imię japońskie.

## Możliwa pisownia
Shōta można zapisać używając wielu różnych znaków kanji i może znaczyć m.in.:
- 正太, „regularny, gruby”
- 翔太, „szybować, gruby”

## Znane osoby
- Shōta Horie (翔太), japoński rugbysta
- Shōta Iizuka (翔太), japoński lekkoatleta
- Shōta Kobayashi (将太), japoński piłkarz
- Shōta Matsuda (翔太), japoński aktor
- Shōta Shimizu (翔太), japoński muzyk, piosenkarz oraz autor tekstów

## Fikcyjne postacie
- Shōta Amachi (翔太), bohater gry wideo Tokimeki Memorial Girl's Side: 2nd Kiss
- Shōta Kisa (翔太), bohater mangi i anime Sekaiichi Hatsukoi
- Shōta Nakamori (翔太), bohater kilku gier wideo serii Memories Off
- Shōta Yanami (翔太), główny bohater mangi Blue Drop